# Военный шоколад (Швейцария)

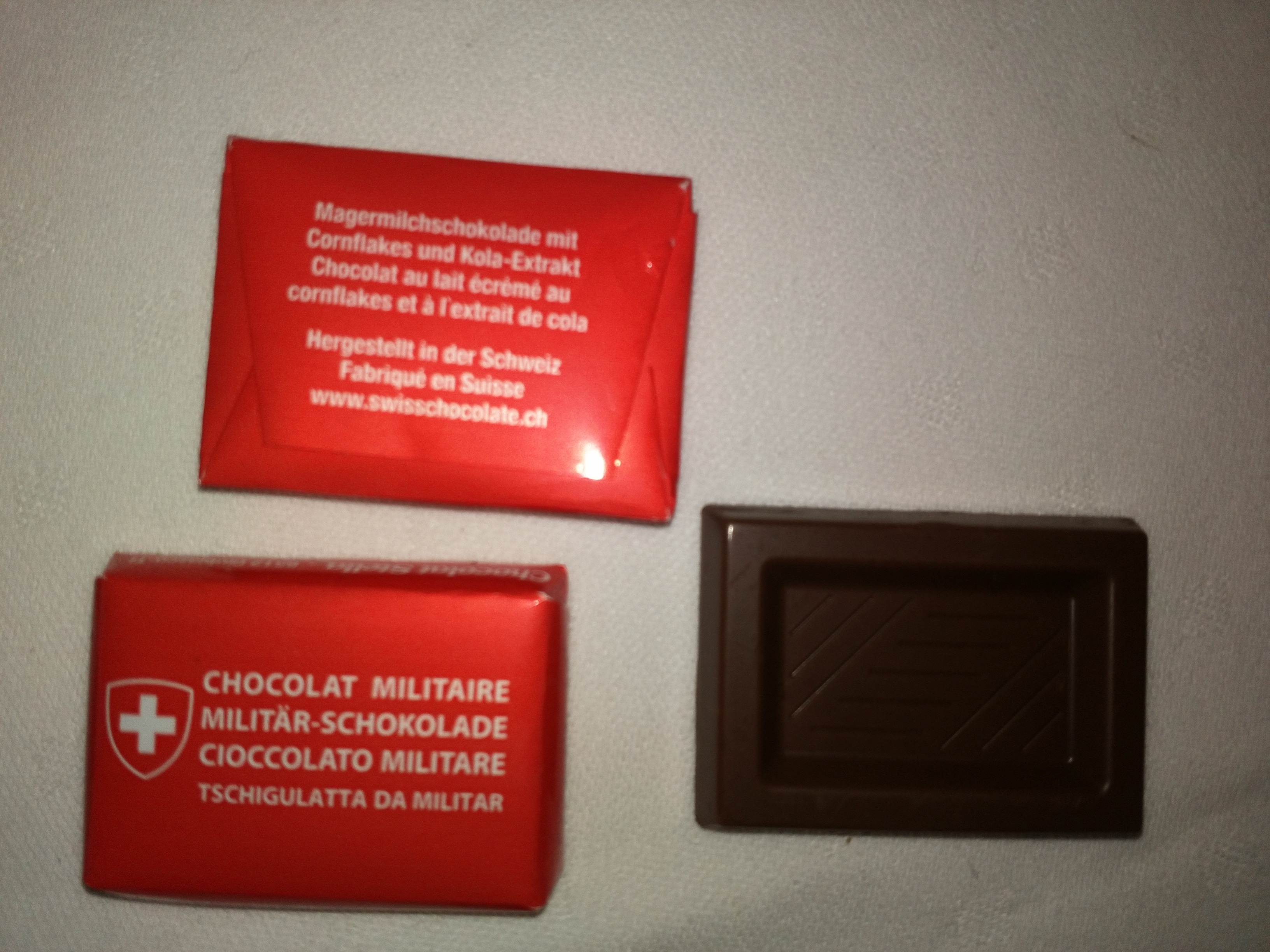
Упаковка «Militärschokolade»

«Военный шоколад» (нем. Militärschokolade) — стандартизованный шоколад, разработанный для вооружённых сил Швейцарии.

## Общие сведения
«Военный шоколад» представляет собой 50-граммовую плитку тёмного шоколада, изготовленную по единой утверждённой государственным стандартом рецептуре в водонепроницаемой пластиковой упаковке. Входит в состав продовольственных пайков военнослужащих. Энергетическая ценность одной упаковки составляет 516 килокалорий.
Производится на нескольких предприятиях (основными поставщиками являются «Villars-Maitre-Chocolatier» и «Chocolat Stella»).